# Indianapolis 500 1978

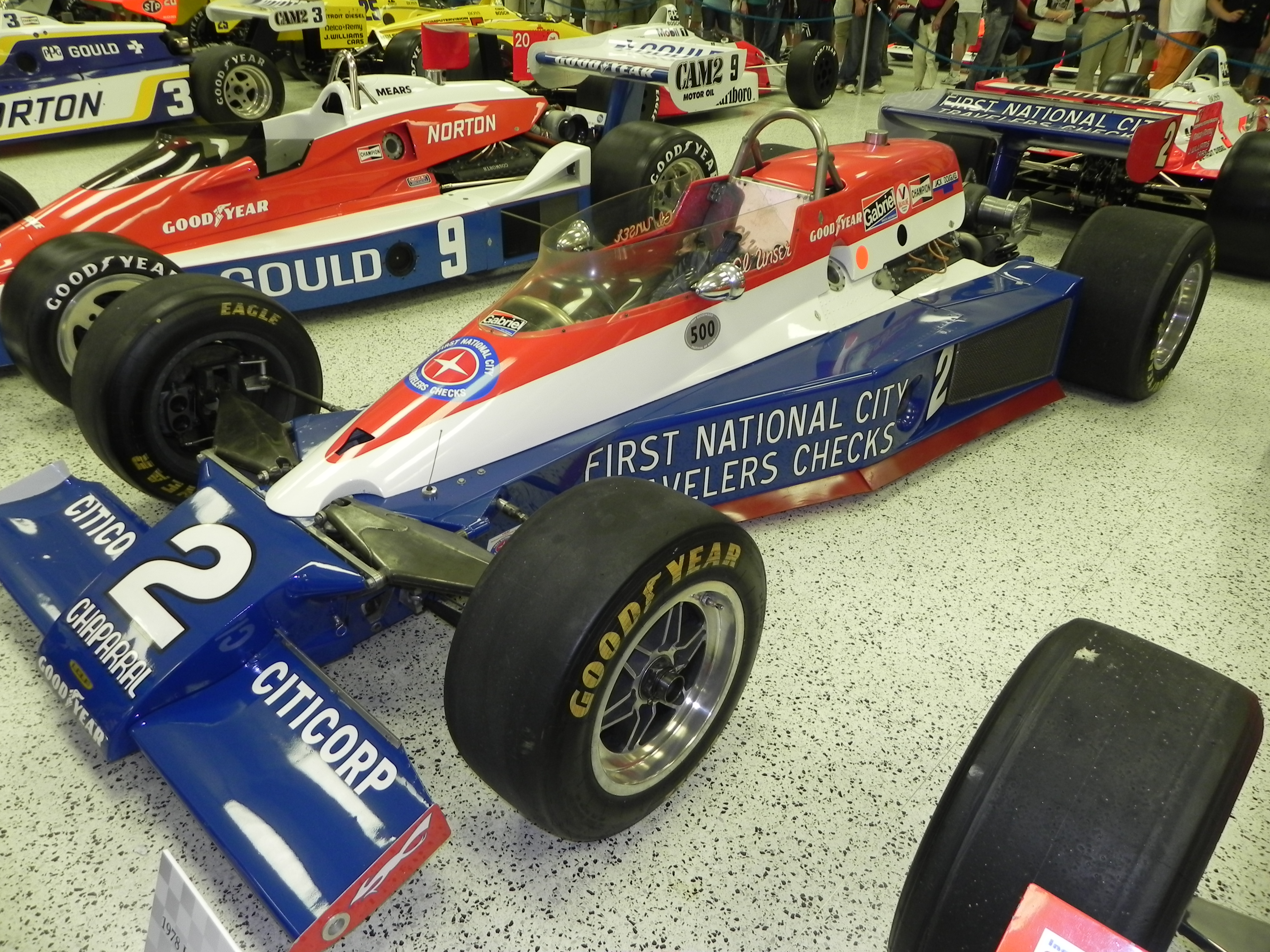
Lola T500, Siegerwagen von Al Unser

Das 62. Indianapolis 500 (offiziell 62nd 500 Mile International Sweepstakes) auf dem Indianapolis Motor Speedway fand am 28. Mai 1978 statt.

## Das Rennen
Das Rennen ging über eine Distanz von 200 Runden à 4,023 km, was einer Gesamtdistanz von 804,672 km entspricht. Aus der Pole Position startete Tom Sneva (Team Penske) mit einer Vierrunden-Durchschnittszeit von 2:58.080 Min. oder 202,156 mph (325,339 km/h). Die schnellste Runde im Rennen drehte Mario Andretti (Team Penske) in 46,41 Sekunden (193,924 mph). Das Rennen war der fünfte Lauf zur USAC-Saison 1978.

## Ergebnisse

### Startaufstellung
| Reihe | Innen | Innen                | Mitte | Mitte           | Außen | Außen           |
| ----- | ----- | -------------------- | ----- | --------------- | ----- | --------------- |
| 1     | 1     | Tom Sneva            | 25    | Danny Ongais    | 71    | Rick Mears      |
| 2     | 4     | Johnny Rutherford    | 2     | Al Unser        | 20    | Gordon Johncock |
| 3     | 6     | Wally Dallenbach sr. | 16    | Johnny Parsons  | 80    | Larry Dickson   |
| 4     | 17    | Dick Simon           | 11    | Roger McCluskey | 24    | Sheldon Kinser  |
| 5     | 40    | Steve Krisiloff      | 22    | Tom Bagley      | 51    | Janet Guthrie   |
| 6     | 19    | Spike Gehlhausen     | 39    | John Mahler     | 43    | Tom Bigelow     |
| 7     | 48    | Bobby Unser          | 14    | A. J. Foyt      | 8     | Pancho Carter   |
| 8     | 77    | Salt Walther         | 84    | George Snider   | 69    | Joe Saldana     |
| 9     | 78    | Mike Mosley          | 26    | Jim McElreath   | 29    | Cliff Hucul     |
| 10    | 88    | Jerry Karl           | 47    | Phil Threshie   | 35    | Larry Rice      |
| 11    | 98    | Gary Bettenhausen    | 30    | Jerry Sneva     | 7     | Mario Andretti  |

### Schlussklassement
Wetter: leicht bewölkt, 31°
| Pos. | Start | Nr. | Name                  | Chassis         | Motor        | Zeit/Rückstand              | Status            |
| ---- | ----- | --- | --------------------- | --------------- | ------------ | --------------------------- | ----------------- |
| 1    | 5     | 2   | Al Unser (W)          | Lola T500       | Cosworth DFX | 3:45:54.99 Std. 168,193 mph |                   |
| 2    | 1     | 1   | Tom Sneva             | Penske PC-6     | Cosworth DFX | 200                         |                   |
| 3    | 6     | 20  | Gordon Johncock (W)   | Wildcat MK 2    | DGS          | 199                         |                   |
| 4    | 13    | 40  | Steve Krisiloff       | Wildcat Mk 2    | DGS          | 198                         |                   |
| 5    | 7     | 6   | Wally Dallenbach sr.  | McLaren M24     | Cosworth DFX | 195                         | Benzinmangel      |
| 6    | 19    | 48  | Bobby Unser (W)       | Eagle 78        | Cosworth DFX | 195                         |                   |
| 7    | 20    | 14  | A. J. Foyt (W)        | Coyote 78       | Foyt V-8     | 191                         |                   |
| 8    | 23    | 84  | George Snider         | Coyote 75       | Foyt V-8     | 191                         |                   |
| 9    | 15    | 51  | Janet Guthrie         | Wildcat Mk 3    | DGS          | 190                         |                   |
| 10   | 8     | 16  | Johnny Parsons        | Lightning 77    | Offenhauser  | 186                         |                   |
| 11   | 30    | 35  | Larry Rice (R)        | Lightning 77    | Offenhauser  | 186                         | Motor             |
| 12   | 33    | 7   | Mario Andretti (W)    | Penske PC-6     | Cosworth DFX | 185                         |                   |
| 13   | 4     | 4   | Johnny Rutherford (W) | McLaren M24     | Cosworth DFX | 180                         |                   |
| 14   | 28    | 88  | Jerry Karl            | McLaren M16C    | Cosworth DFX | 176                         |                   |
| 15   | 24    | 69  | Joe Saldana (R)       | Eagle 72        | Offenhauser  | 173                         |                   |
| 16   | 31    | 98  | Gary Bettenhausen     | Dragon 76       | Offenhauser  | 147                         | Motor             |
| 17   | 25    | 78  | Mike Mosley           | Lightning 77    | Offenhauser  | 146                         | Getriebe          |
| 18   | 2     | 25  | Danny Ongais          | Parnelli VPJ-6C | Cosworth DFX | 145                         | Motor             |
| 19   | 10    | 17  | Dick Simon            | Vollstedt 77    | Offenhauser  | 138                         | Felgenbruch       |
| 20   | 26    | 26  | Jim McElreath         | Eagle 74        | Offenhauser  | 132                         | Motor             |
| 21   | 18    | 43  | Tom Bigelow           | Wildcat Mk 2    | DGS          | 107                         | Antriebswelle     |
| 22   | 9     | 80  | Larry Dickson         | Penske PC-5     | Cosworth DFX | 104                         | Öl-Pumpe          |
| 23   | 3     | 71  | Rick Mears (R)        | Penske PC-6     | Cosworth DFX | 103                         | Motor             |
| 24   | 21    | 8   | Pancho Carter         | Lightning 77    | Cosworth DFX | 92                          | Auspuff           |
| 25   | 11    | 11  | Roger McCluskey       | Eagle 74/76     | AMC          | 82                          | Kupplung          |
| 26   | 17    | 39  | John Mahler           | Eagle 74        | Offenhauser  | 58                          | Getriebe          |
| 27   | 14    | 22  | Tom Bagley (R)        | Watson 77       | Offenhauser  | 25                          | Kühlung           |
| 28   | 22    | 77  | Salt Walther          | McLaren M24     | Cosworth DFX | 24                          | Kupplung          |
| 29   | 16    | 19  | Spike Gehlhausen      | Eagle 74        | Offenhauser  | 23                          | Unfall            |
| 30   | 29    | 47  | Phil Threshie (R)     | Lightning 76    | Offenhauser  | 22                          | Öl-Pumpe          |
| 31   | 32    | 30  | Jerry Sneva           | McLaren M16B    | Offenhauser  | 18                          | Aufhängung hinten |
| 32   | 12    | 24  | Sheldon Kinser        | Watson 78       | Offenhauser  | 15                          | Öl-Pumpe          |
| 33   | 27    | 29  | Cliff Hucul           | McLaren M16E    | Offenhauser  | 4                           | Öl-Verlust        |

(W)=früherer Gewinner / (R)=Rookie / alle Starter auf Goodyear-Reifen / Gelbphasen: 6 für 23 Rd.

### Führungsrunden
| Fahrer          | Team              | Anzahl |
| --------------- | ----------------- | ------ |
| Al Unser        | Chaparral Racing  | 121    |
| Danny Ongais    | Interscope Racing | 71     |
| Steve Krisiloff | Patrick Racing    | 5      |
| Tom Sneva       | Team Penske       | 3      |